# Martin Lang (Kanute)
Martin Lang (* 14. Juni 1968 in Saarbrücken) ist ein deutscher Kanute.

## Leben
Martin Lang wuchs in einer vom Kanusport begeisterten Familie auf, die ihn bereits in der frühen Kindheit mit ins Boot nahm. Besonders begeistert zeigte er sich vom Wildwasser. Sein erstes eigenes Kanu bekam er in der Grundschulzeit. Zunächst war er allerdings von 1976 bis 1978 im Leistungssport Schwimmen aktiv. Früh trat er auch dem  Saarbrücker Kanu-Club bei, in dem er den Kanuslalom für sich entdeckte. Bald folgten in dieser Sportart die ersten Wettkampfteilnahmen.
In den sogenannten Schülerklassen war er sowohl im Kajak als auch im Einer-Canadier aktiv. 1980 gewann er im Kajak in der Klasse Schüler B in Berlin mit Bronze seine erste Medaille bei einer Deutschen Meisterschaft. Als Jugendlicher konzentrierte er sich dann auf die Bootsdisziplin Einer-Canadier. Zwischen 1984 und 1997 errang er insgesamt 10 deutsche Meistertitel. 1984 wurde er in den Nationalkader des Deutschen Kanu-Verbandes (DKV) berufen. Zwischen 1986 und 2001 gehörte er durchgängig der deutschen Nationalmannschaft an.
1988 wurde er erstmals Nummer 1 der deutschen Rangliste im Einer-Canadier. Bei den Kanuslalom-Weltmeisterschaften 1989 belegte er Platz 5 im Einer sowie Platz 4 in der Mannschaft. 1990 wurde er Europacupgesamtsieger und 1991 gewann er im jugoslawischen Tacen seinen ersten Weltmeistertitel, mit dem er eine 12-jährige Dominanz der US-amerikanischen Canadierfahrer Jon Lugbill und David Hearn bei Weltmeisterschaften brach. 1992 nahm er an den Olympischen Sommerspielen in Barcelona teil. Der Kanu-Slalom war das erste Mal seit 20 Jahren wieder olympisch geworden, Martin Lang trat als amtierender Weltmeister und Titelanwärter an. Eine Eskimorolle und ein Torfehler auf der Strecke in La Seu d’Urgell bedingten einen Platz 6.
Nach dem ersten geplatzten Traum vom olympischen Gold wurde er 1993 erneut Weltmeister und 1994 Europameister im Rafting. Mit der Einer-Canadier-Mannschaft holte er bei den Kanuslalom-Weltmeisterschaften 1995 seinen dritten Weltmeistertitel und 1996 die Goldmedaille bei den Europameisterschaften. 1996 qualifizierte er sich erneut für die Olympischen Spiele, dieses Mal in Atlanta. Nach einer Eskimorolle reichte es nur zu einem für ihn enttäuschenden siebten Platz. Für die Olympischen Spiele in Sydney 2000 verfehlte er die innerdeutsche Qualifikation. Ein letztes Mal trat er international bei den Europameisterschaften 2000 an, wo er einen 17. Platz erreichte. Von der deutschen Rangliste verabschiedete er sich 2000 mit Platz 2.
Zu seinen sportlichen Erfolgen bei Welt- und Europameisterschaften kamen noch insgesamt 11 Podestplatzierungen bei den Kanuslalom-Weltcups zwischen 1990 und 1997.
Im März 2001 gab er seinen Rücktritt vom Leistungssport bekannt. Martin Lang gehört der Kanu-Slalom-Hall-of-Fame des DKV an.

## Privatleben
Martin Lang absolvierte nach der Mittleren Reife eine Ausbildung zum Schreiner. Nach dem Wehrdienst war er zunächst bis 1992 als Soldat auf Zeit verpflichtet. Nach einem Jahr Orientierung, in dem er als Fitnesstrainer in Augsburg arbeitete, verpflichtete er sich 1993 für vier weitere Jahre bei der Bundeswehr. Nach dem Ausscheiden ließ er sich zum RECABIC-Trainer für Gesundheitsprävention ausbilden. 1998 kehrte er in seinen Beruf als Schreiner zurück, dem sich eine Umschulung zum Bürokaufmann beim Landessportverband anschloss.
Martin Lang ist zweifach geschieden und Vater von drei leiblichen Kindern.